# Cansangüe
Cansangüe är en ort i Mexiko.   Den ligger i kommunen Tepalcatepec och delstaten Michoacán de Ocampo, i den södra delen av landet, 400 km väster om huvudstaden Mexico City. Cansangüe ligger 319 meter över havet och antalet invånare är 344.
Terrängen runt Cansangüe är platt åt nordost, men åt sydväst är den kuperad. Runt Cansangüe är det ganska glesbefolkat, med 30 invånare per kvadratkilometer. Närmaste större samhälle är Tepalcatepec, 13,3 km norr om Cansangüe. Trakten runt Cansangüe består till största delen av jordbruksmark.